# Sybkowe
Sybkowe (ukrainisch Зибкове; russisch Зыбково Sybkowo) ist ein Dorf in der Oblast Kirowohrad im Zentrum der Ukraine mit etwa 924 Einwohnern (2020).

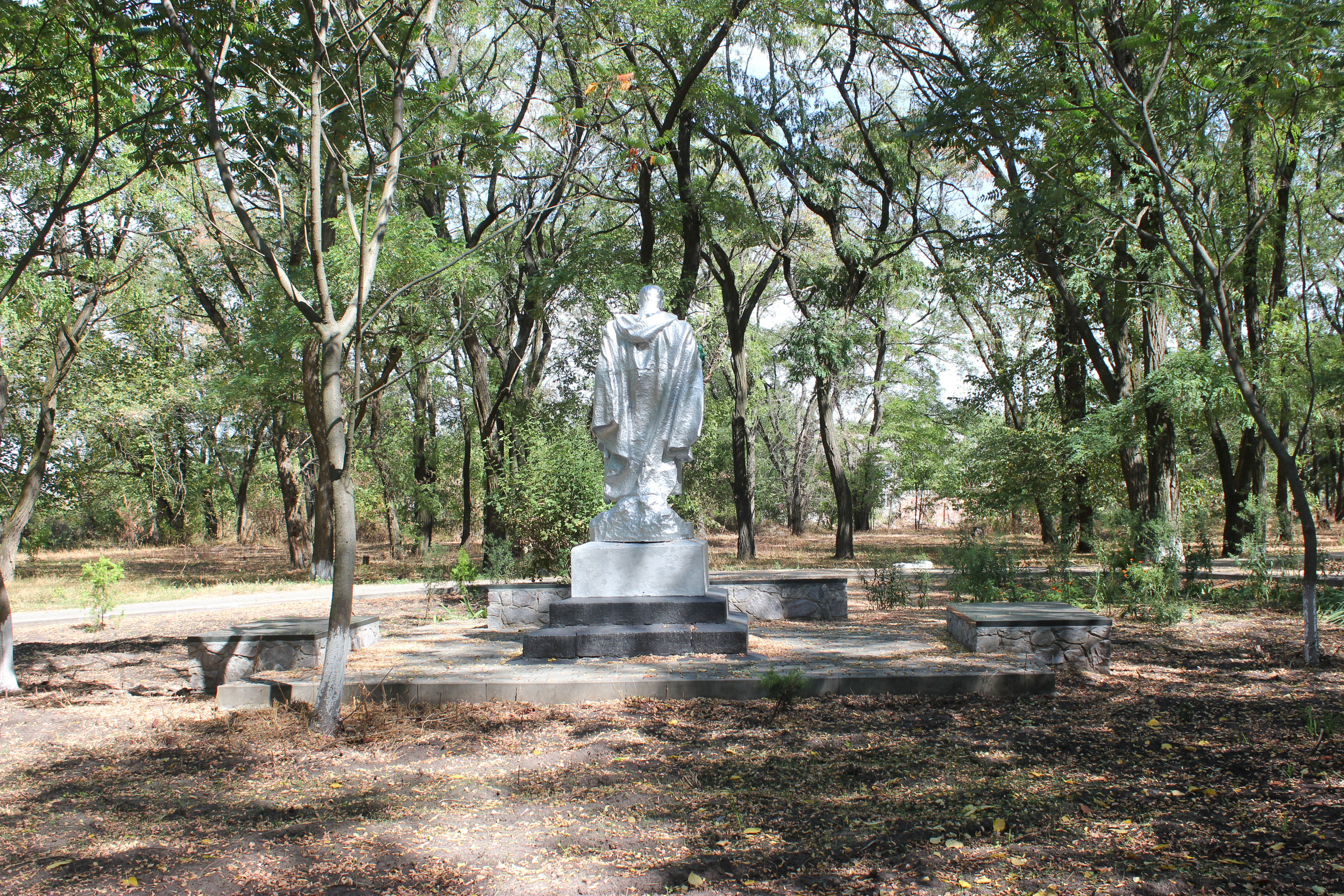
Denkmal im Ort

Das 1766 von Siedlern aus Tschernihiw, Moskau und anderen russischen Provinzen Russlands gegründete Dorf befindet sich 15 km südlich vom ehemaligen Rajonzentrum Onufrijiwka und 115 km nordöstlich vom Oblastzentrum Kropywnyzkyj. Die Stadt Oleksandrija liegt 38 km südöstlich von Sybkowe.
Am 12. Juni 2020 wurde das Dorf ein Teil der neugegründeten Siedlungsgemeinde Onufrijiwka, bis dahin bildete es die gleichnamige Landratsgemeinde Sybkowe (Зибківська сільська рада/Subkiwska silska rada) im Süden des Rajons Onufrijiwka.
Am 17. Juli 2020 kam es im Zuge einer großen Rajonsreform zum Anschluss des Rajonsgebietes an den Rajon Oleksandrija.